# Космос-882
Космос-882 је један од преко 2400 совјетских вјештачких сателита лансираних у оквиру програма Космос.
Космос-882 је лансиран са космодрома Тјуратам, Бајконур, СССР, 15. децембра 1976. Ракета-носач Протон је поставила сателит у орбиту око планете Земље. 